# Tramwaje w Krasnoturjinsku
Tramwaje w Krasnoturjinsku – system tramwajowy działający w rosyjskim mieście Krasnoturjinsk w obwodzie Swierdłowskim.
System został uruchomiony 15 stycznia 1954 r. i charakteryzuje się tradycyjnym rosyjskim rozstawem szyn wynoszącym 1524 mm.
Do sierpnia 2011 r. system składał się z dwóch linii: północ-południe i wschód-zachód. Wszystkie linie są jednotorowe z mijankami. Tramwaje jeżdżące na poszczególnych trasach nie są oznaczone numerem linii. W mieście funkcjonuje jedna zajezdnia tramwajowa. 2 sierpnia 2011 r. zamknięto linię nr 2.

## Tabor
W lipcu 2018 r. w mieście eksploatowano wyłącznie tramwaje typu KTM-5.
| Zdjęcie        | Typ            | Liczba |
| -------------- | -------------- | ------ |
|                | KTM-5          | 3      |
| Łączna liczba: | Łączna liczba: | 3      |

Wszystkie tramwaje serii 71-402 wycofano z eksploatacji. Dawniej posiadano również 2 tramwaje techniczne:
- KTM-1 nr 10 (wagon wieżowy, w 2013 r. sprzedany do Permu[2])
- WTK-01 nr 10 (pług śnieżny, w 2016 r. zezłomowany[3])